# Haematopota unicolor
Haematopota unicolor är en tvåvingeart som beskrevs av Ricardo 1906. Haematopota unicolor ingår i släktet Haematopota och familjen bromsar. Inga underarter finns listade i Catalogue of Life.